# Ameles andreae
Ameles andreae — вид богомолів роду Ameles. Дрібні богомоли з укороченими крилами та надкрилами, поширені на Сардинії та на Балеарських островах.

## Опис
Дрібні богомоли з тілом бурого або зеленого кольору, довжина тіла складає 2,1-2,5 см. Фасеткові очі закруглені, без горбика на верхівці.  Передньогруди тендітні, з темною смугою по центру. Передні стегна тонкі. Черевце розширене до задньої частини. Церки короткі, вкриті чорними волосками.
Від виду Pseudoyersinia lagrecai відрізняється меншими розмірами, увігнутим переднім краєм голови між очима, коротшими передніми крилами. Від A. assoi відрізняється більш тендітним тілом, зокрема дуже вузькою передньоспинкою. 

## Ареал
Відомий з Сардинії і з Мальорки.